# Tipula (Sinotipula) differta
Tipula (Sinotipula) differta is een tweevleugelige uit de familie langpootmuggen (Tipulidae). De soort komt voor in het Palearctisch gebied.